# ヴォルマティア・ヴォルムス
VfRヴォルマティア08ヴォルムス（VfR Wormatia 08 Worms）は、ドイツのヴォルムスにホームを置くサッカークラブである。

## 歴史
1923年、ヴォルムスに本拠地をおくクラブが合併して成立した。ブンデスリーガ発足当初は2部（1974-75年、1977-1982年）に在籍することもあったが、近年は主にオーバーリーガ（旧4部）に所属しており、2003年・2004年・2007年・2008年に3位となるなど、3部リーグを狙える成績を収めた。2008-09シーズンより、リーグの再編にともない新たに発足したレギオナルリーガ（4部）に所属することになった。

## タイトル

### 国内タイトル
なし

### 国際タイトル
なし

## 歴代監督
- エックハルト・クラウツン 1978

## 歴代所属選手
- ケネス・クロンホルム 2005-2006
- アンドリュー・ウーテン 2008-2009
- スルジャン・バーヤック 2013-2014
- 安東大介 2017-2018